# Cos de Voluntaris Russos
El Cos de Voluntaris Russos (Rus: Русский добровольческий корпус, РДК, romanitzat: Russkiy dobrovolcheskiy korpus, RDK) és una unitat paramilitar nacionalista russa instal·lada a Ucraïna creada l'agost de 2022, durant la invasió russa d'Ucraïna, amb l'objectiu de combatre les forces russes i el règim de Vladimir Putin. El grup està integrat per emigrants russos opositors a Putin amb ideologia d'extrema dreta i reivindica que forma part de les forces armades ucraïneses; però els oficials militars ucraïnesos afirmen que és independent. Denis Kapustin, un líder neonazi rus, n'és el seu líder.
Inicialment, els seus membres eren russos emigrats, la majoria dels quals ja havien lluitat el 2014 al Donbàs defensant el bàndol ucraïnès en el si del batalló Azov. Més tard, el Cos es va integrar al Consell Cívic i va començar a admetre més membres.
El 31 d’agost de 2022 van ser un dels signants d'una declaració de cooperació i de coordinació política amb l’Exèrcit Nacional Republicà i la Legió Llibertat de Rússia, formacions paramilitars integrades per russos que combaten les forces regulars de Rússia.
El grup va reivindicar la responsabilitat d'un raid als pobles de Lyubechane i Sushany, a l'oblast de Bryansk, matant dos civils, abans que el Servei Federal de Seguretat els obligués a tornar a Ucraïna, i va prendre part en una incursió de més abast el maig de 2023 a la regió de Bélgorod, juntament a la Legió Llibertat de Rússia. En aquesta última operació, van endinsar-se 42 quilòmetres en terreny rus, en el que fou la incursió més important feta per forces opositores russes des de l'inici de la guerra.